# Horloge Charvet
L'horloge Charvet, également connue sous le nom d'« horloge aux Guignols », est une horloge installée depuis 1864 à Lyon en France. 
Longtemps située 8 rue de la Poulaillerie, elle se trouve depuis janvier 2021 sur la façade de l’Hôtel de Gadagne qui abrite le musée d’histoire de Lyon. 

## Description

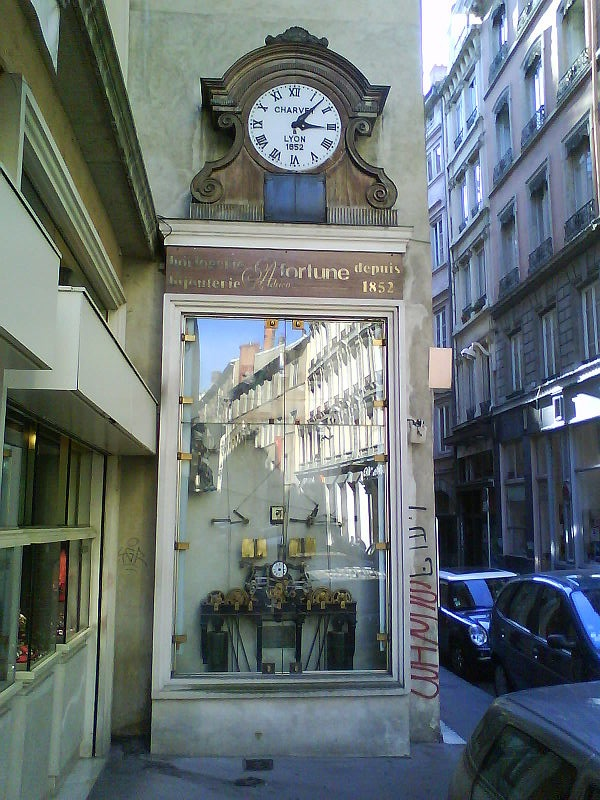
L'horloge Charvet, à l'origine située 8 rue de la Poulaillerie, à Lyon

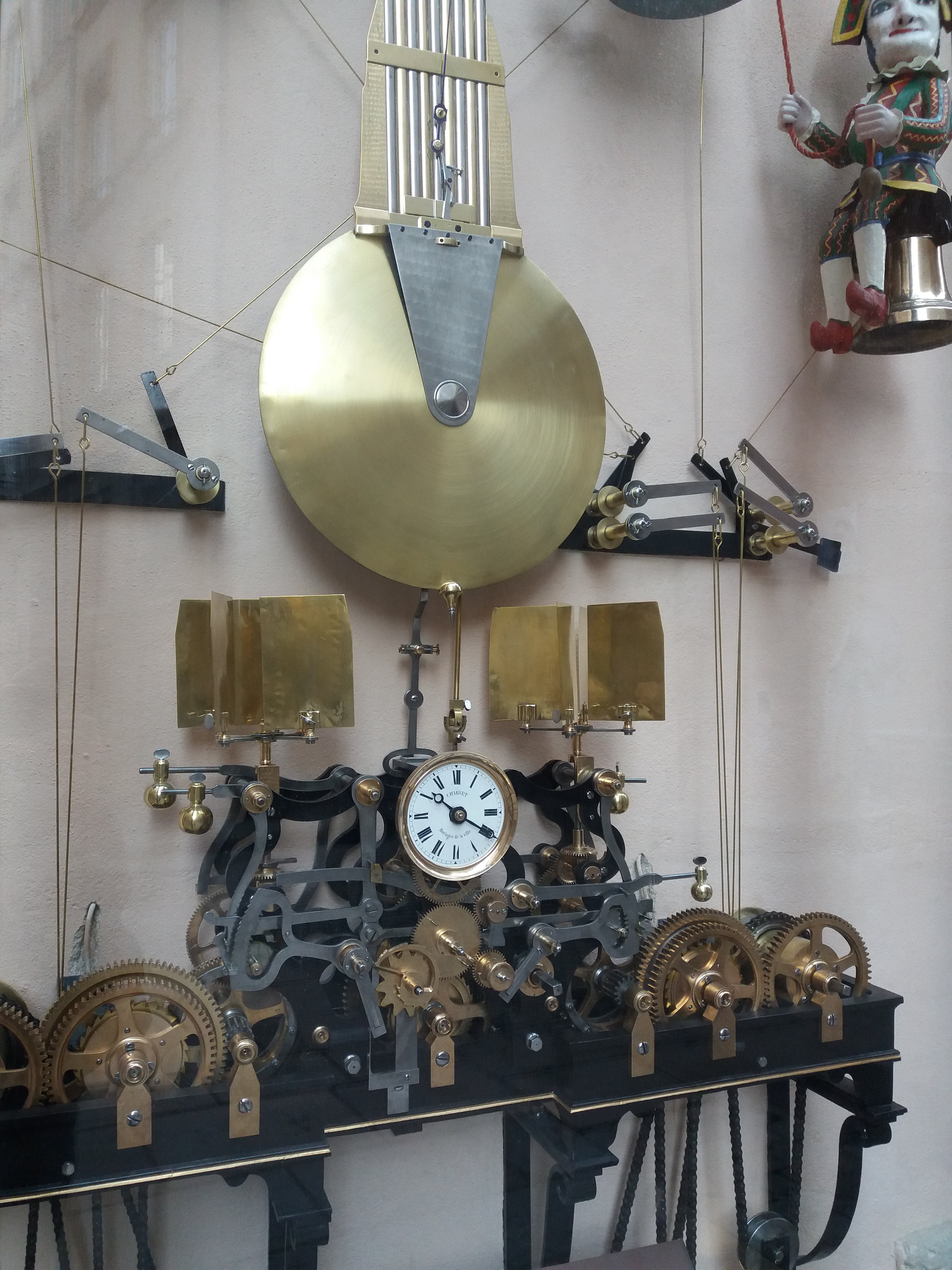
Balancier et mécanisme.

Cette horloge monumentale (haute de 7 mètres et large de 2,20 mètres) est adossée dans un mur de façade sur la voie publique. C'est une horloge à automates ou jacquemarts.
Le cadran porte la marque : Charvet, le lieu : Lyon, et la date : 1852. Il pèse 100 kg.
Le cadran commande le mécanisme et les automates qui restent visibles à travers une vitre.
Le mécanisme comprend cinq cloches de bronze doré. Quatre cloches sont surmontées par une marionnette en bois et en cuivre rouge. Ce sont les deux lyonnaises, Guignol et Gnafron qui frappent sur la plus grosse, tandis que les deux italiennes Arlequin et Polichinelle de la commedia dell'arte font sonner les autres cloches tous les quarts d’heure. À chaque heure, une grande sonnerie est animée par le clairon du soldat Trompette. Celui-ci a été ajouté après la guerre de 1870. Son costume a changé au gré des événements politiques.
L'horloge fonctionnait à partir d'un système mécanique à base de contrepoids cachés dans le coffrage. Il fallait remonter le mécanisme tous les deux jours avant qu'elle soit électrifiée en 1988.

Personnages
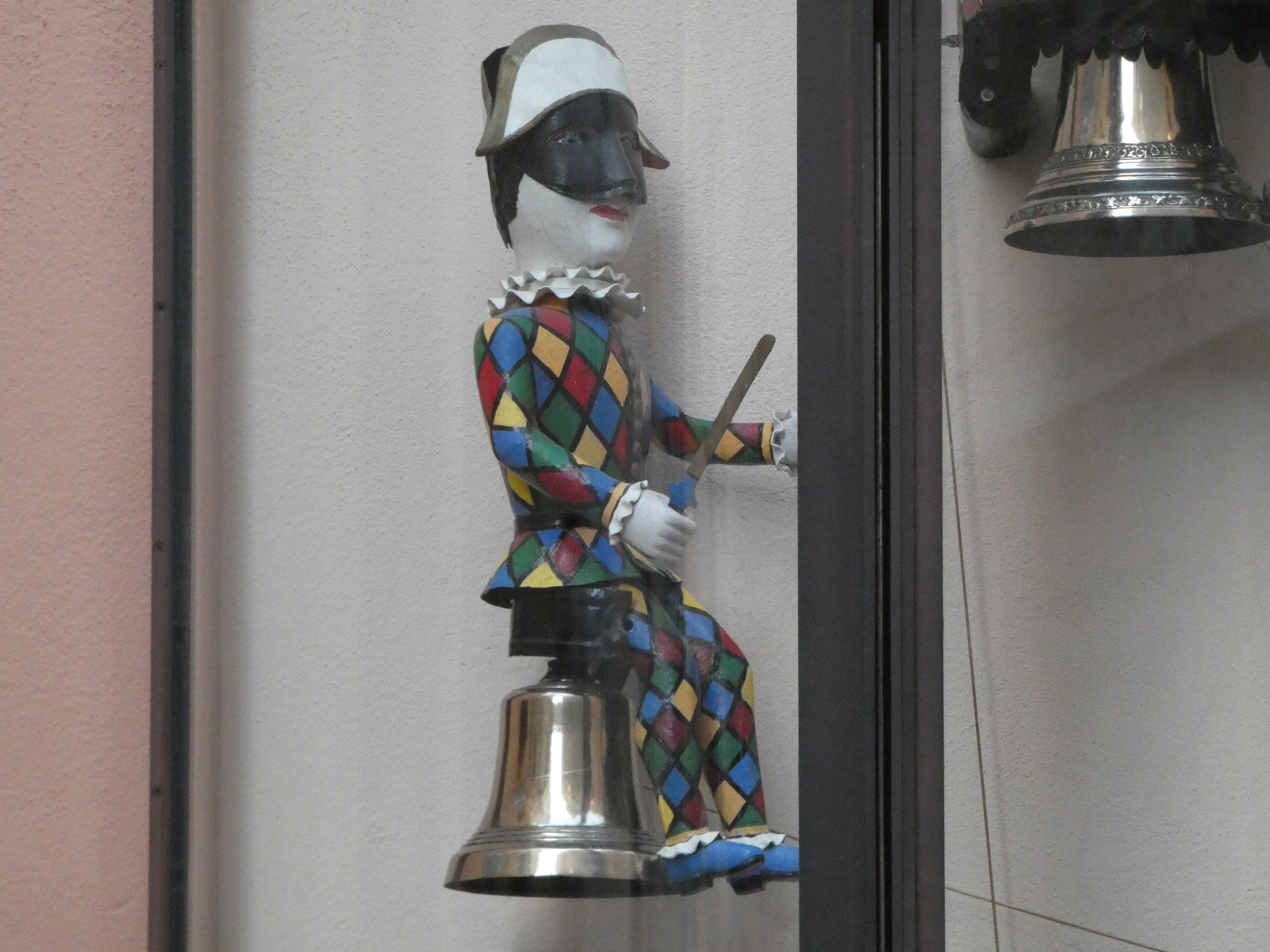
Arlequin
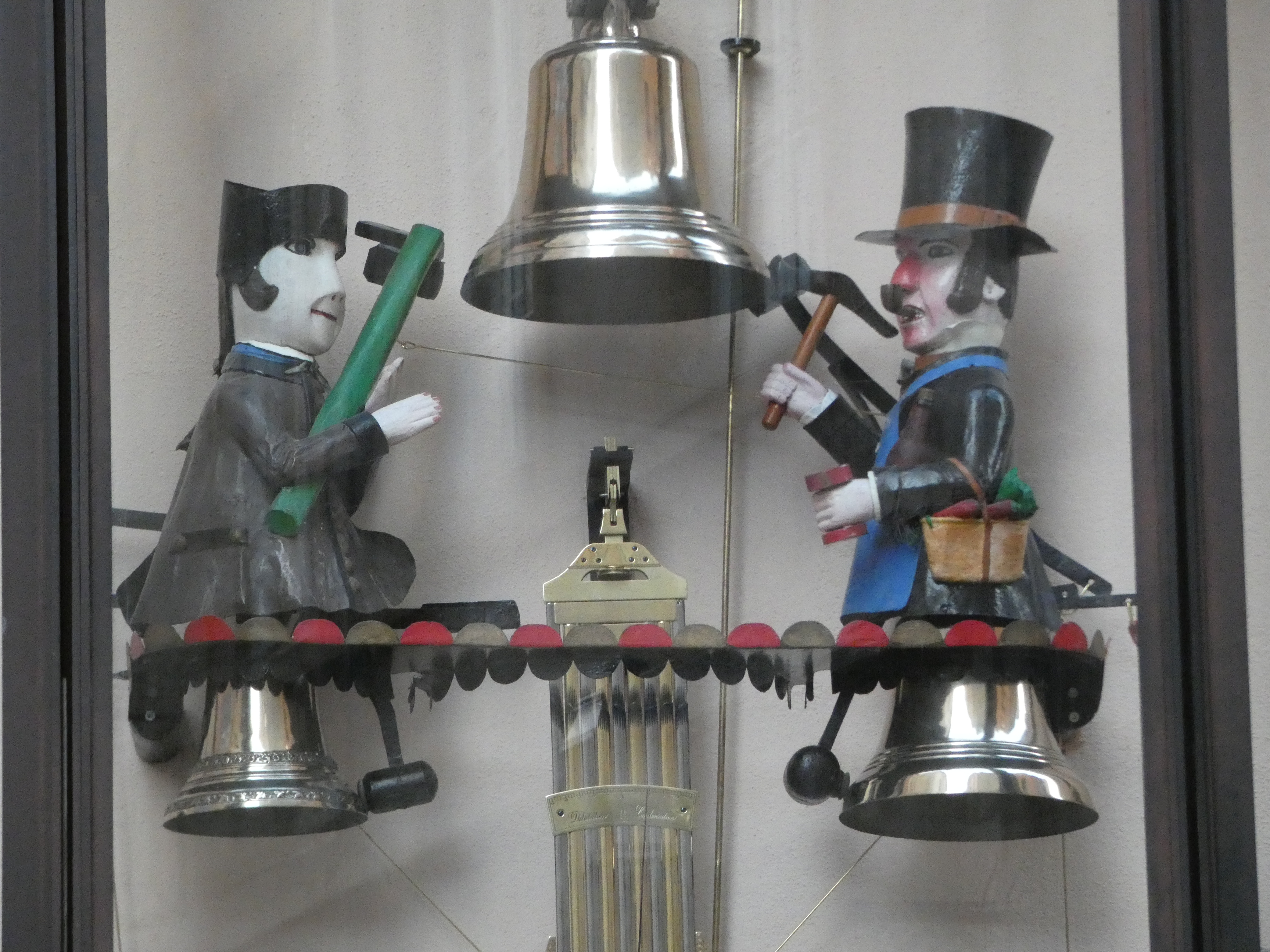
Guignol et Gnafron
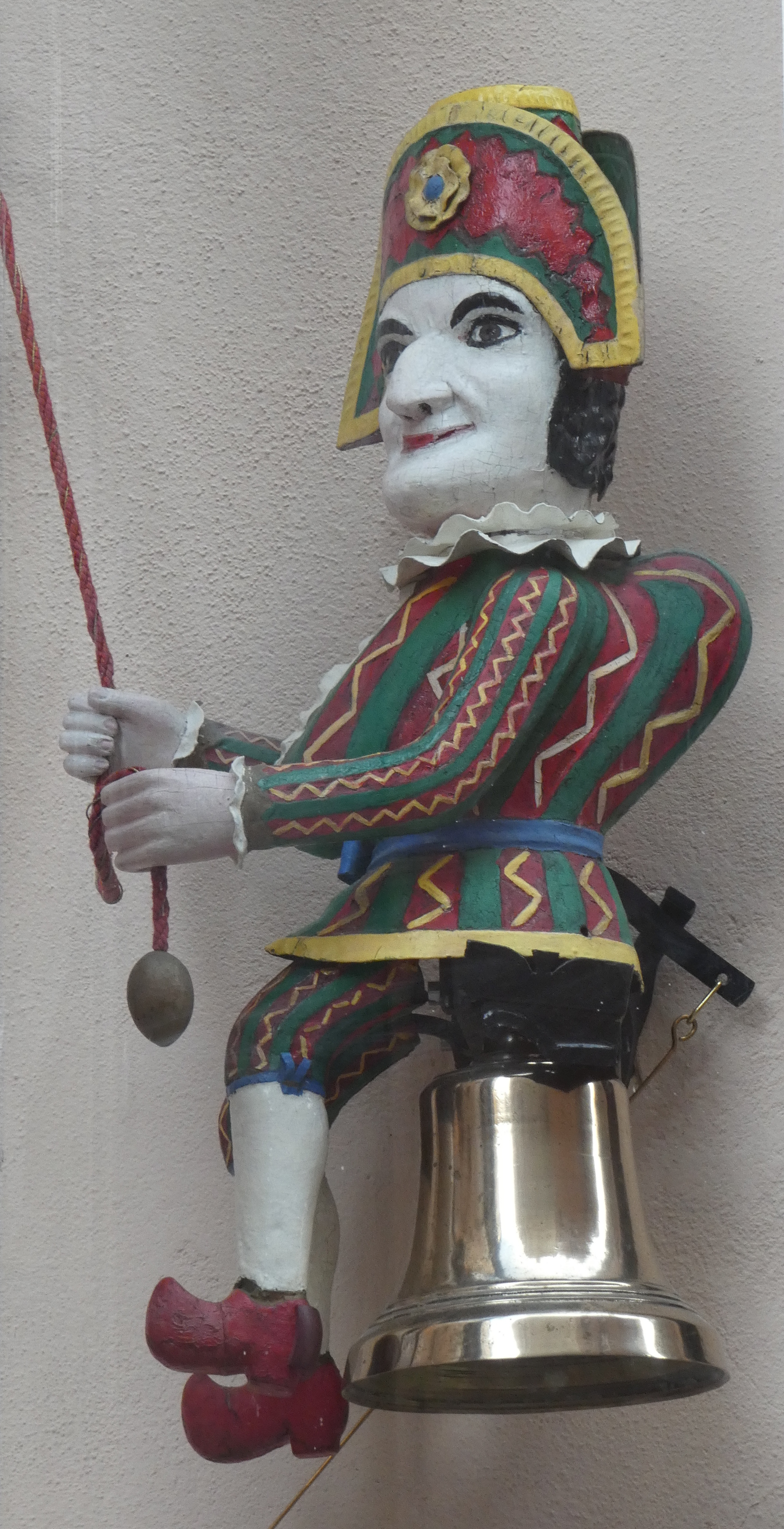
Polichinelle
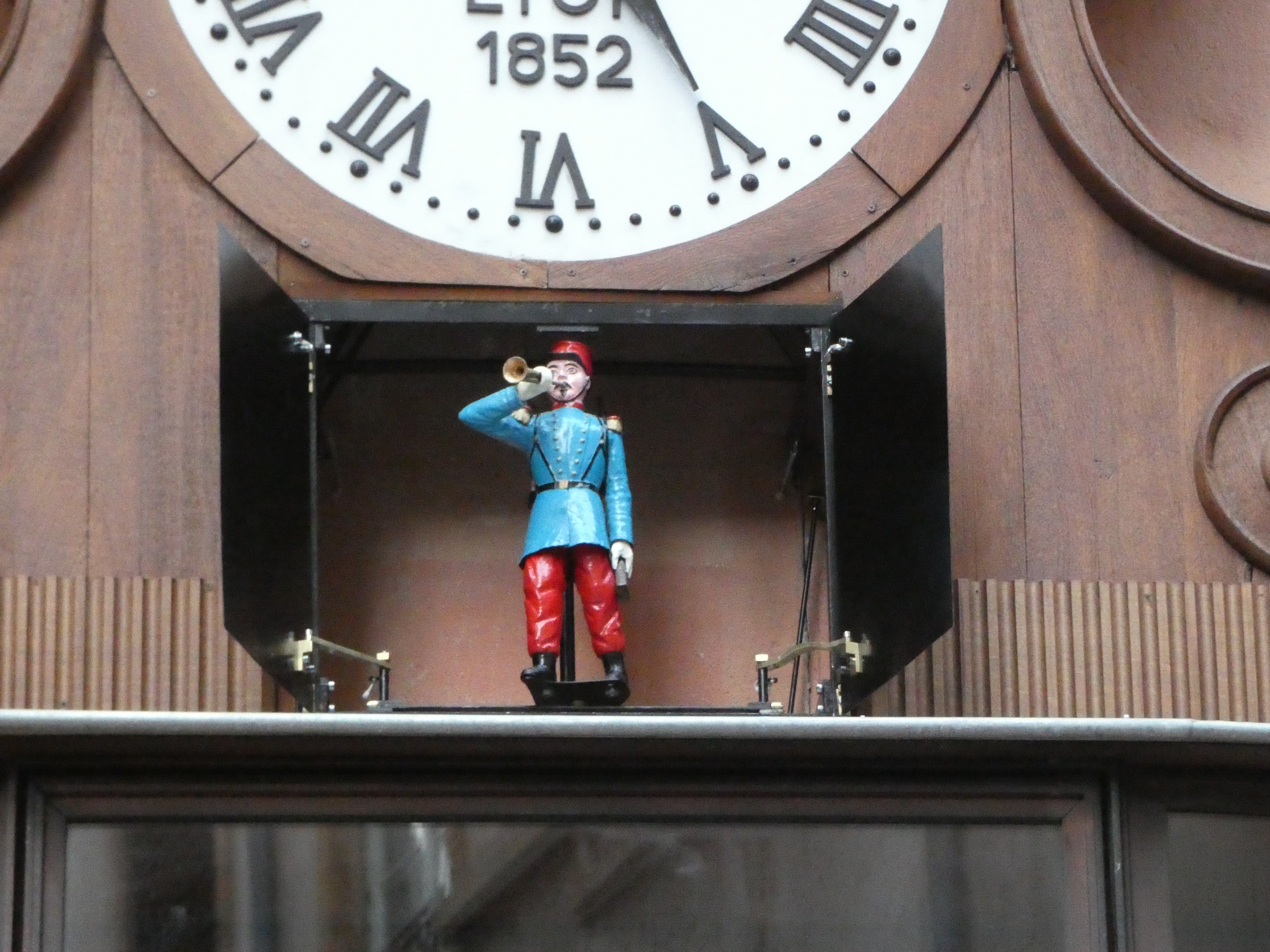
Soldat Trompette

## Histoire
En mars 1864, le sieur Charvet, horloger, rue de l'Impératrice (ancien nom de la rue du Président-Édouard-Herriot) obtient l'autorisation du préfet Vaïsse d'installer une horloge en façade, près de sa boutique sise au 8 de la rue de la Poulaillerie, dans le 2e arrondissement de Lyon.
Fondée en 1852, la maison Charvet réalise les systèmes mécaniques de grandes horloges lyonnaises, au XIXe siècle.
Les automates sont fabriqués par l'entreprise Charvet. Le cœur du mécanisme est constitué par une horloge d'édifice fabriquée dans le Haut-Jura par Bailly-Comte à Morez.
L’horloger est exonéré des droits de voirie pour cette installation, puisqu'il donne l'heure gratuitement aux Lyonnais depuis 1864. Cela répondait à une mission d’intérêt général à cette époque.
En 1987-1988, la maison Augis qui reprend l’horlogerie Charvet fait restaurer et électrifier le mécanisme.
Ensuite, l’horlogerie est cédée à la société Fortune. En 2005, celle-ci décide de la mettre aux enchères publiques.
Compte-tenu de la valeur patrimoniale de l’horloge, la ville de Lyon a pris un arrêté de conservation du domaine public. La vente aux enchères a été suspendue.
Au terme d’un long débat juridique, l’horloge Charvet a été acquise par la Ville de Lyon en 2012, pour 100 000 euros.
Après six mois de restauration, la Ville de Lyon a décidé de déplacer, en 2020, l’horloge sur la façade de l’Hôtel de Gadagne qui abrite le musée d’Histoire de Lyon et le musée des arts de la marionnette, situés 1 place du petit-Collège, à Lyon 5e.
L’installation est livrée le 20 janvier 2021,,.

Cadrans
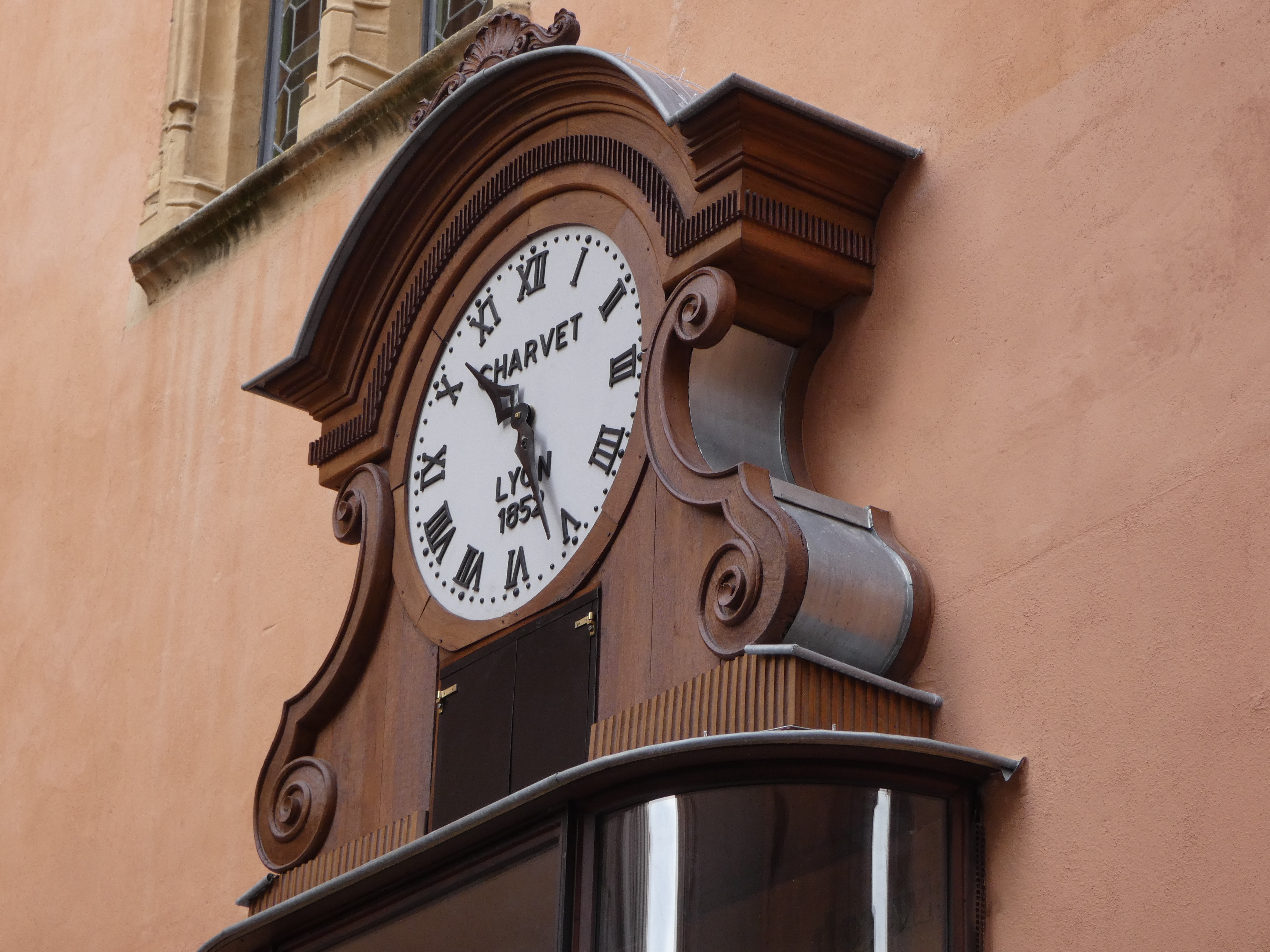
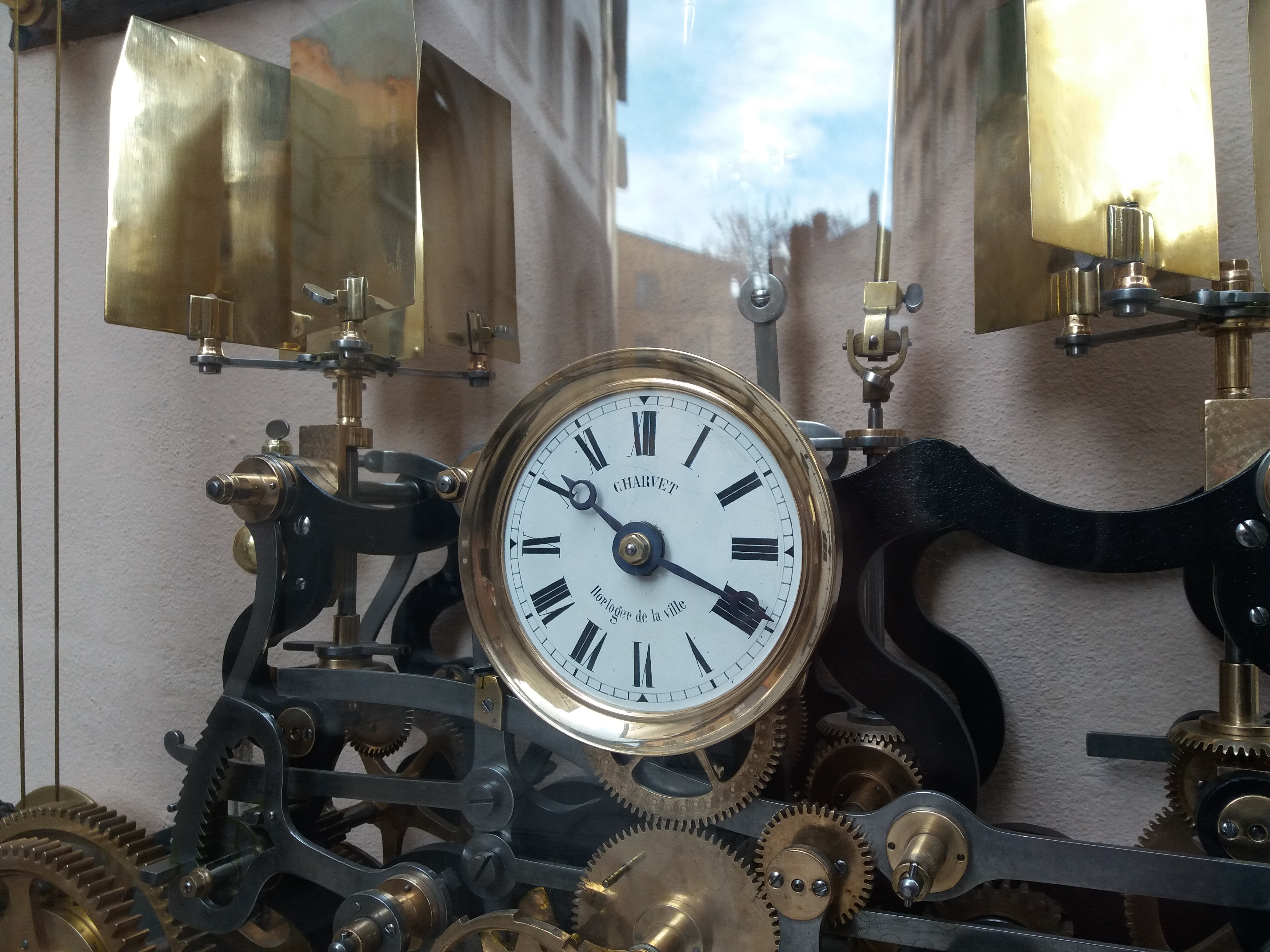